# آدم ستيرن (ملحن)
آدم ستيرن (بالإنجليزية: Adam Stern)‏ هو موزع وملحن أمريكي، ولد في 1955.

## روابط خارجية
- آدم ستيرن على موقع IMDb (الإنجليزية)